# Gmina Gronowo Elbląskie
Die Gmina Gronowo Elbląskie ist eine Landgemeinde im Powiat Elbląski der Woiwodschaft Ermland-Masuren im nördlichen Polen nahe der Ostseeküste. Ihr Sitz ist das gleichnamige Dorf (deutsch Grunau).

## Geschichte
Von 1772 bis 1919 gehörten die Orte zu Westpreußen. 1920 bis 1939 wurde das Gebiet Teil von Ostpreußen. In den Jahren 1975 bis 1998 gehörte die Landgemeinde administrativ zur Woiwodschaft Elbląg.

## Gliederung
Zur Landgemeinde Gronowo Elbląskie gehören 15 Orte (deutsche Namen bis 1945) mit einem Schulzenamt:
| - Błotnica (Schlammsack) - Fiszewo (Fischau) - Gajewiec (Kerbshorst) - Gronowo Elbląskie (Grunau) - Gronowo Elbląskie-Osiedle | - Jasionno (Eschenhorst) - Jegłownik (Fichthorst) - Karczowiska Górne (Oberkerbswalde) - Mojkowo (Möskenberg) - Nogat (Nogathau) | - Oleśno (Preußisch Königsdorf) - Rozgart (Preußisch Rosengart) - Różany (Alt Rosengart) - Szopy (Aschbuden) - Wikrowo (Wickerau) |

Weitere Ortschaften der Gemeinde sind
| - Czarna Grobla (Schwarzdamm) - Dworki (Dreihöfe) - Kopanka Druga (Klein Hoppenau) | - Kopanka Pierwsza (Hoppenau) - Mechnica (Moosbruch) - Nowy Dwór Elbląski (Neuhof) | - Sporowo (Sparau) - Wiktorowo |

## Persönlichkeiten
- Manfred Janke (* 1931), Schriftsteller und Hörspielautor; geboren in Grunau.